# Texarkana
Texarkana é a área urbana que engloba duas cidades gémeas norte-americanas homónimas:
- Texarkana, no Texas, no Condado de Bowie; e
- Texarkana, no Arkansas, no Condado de Miller.

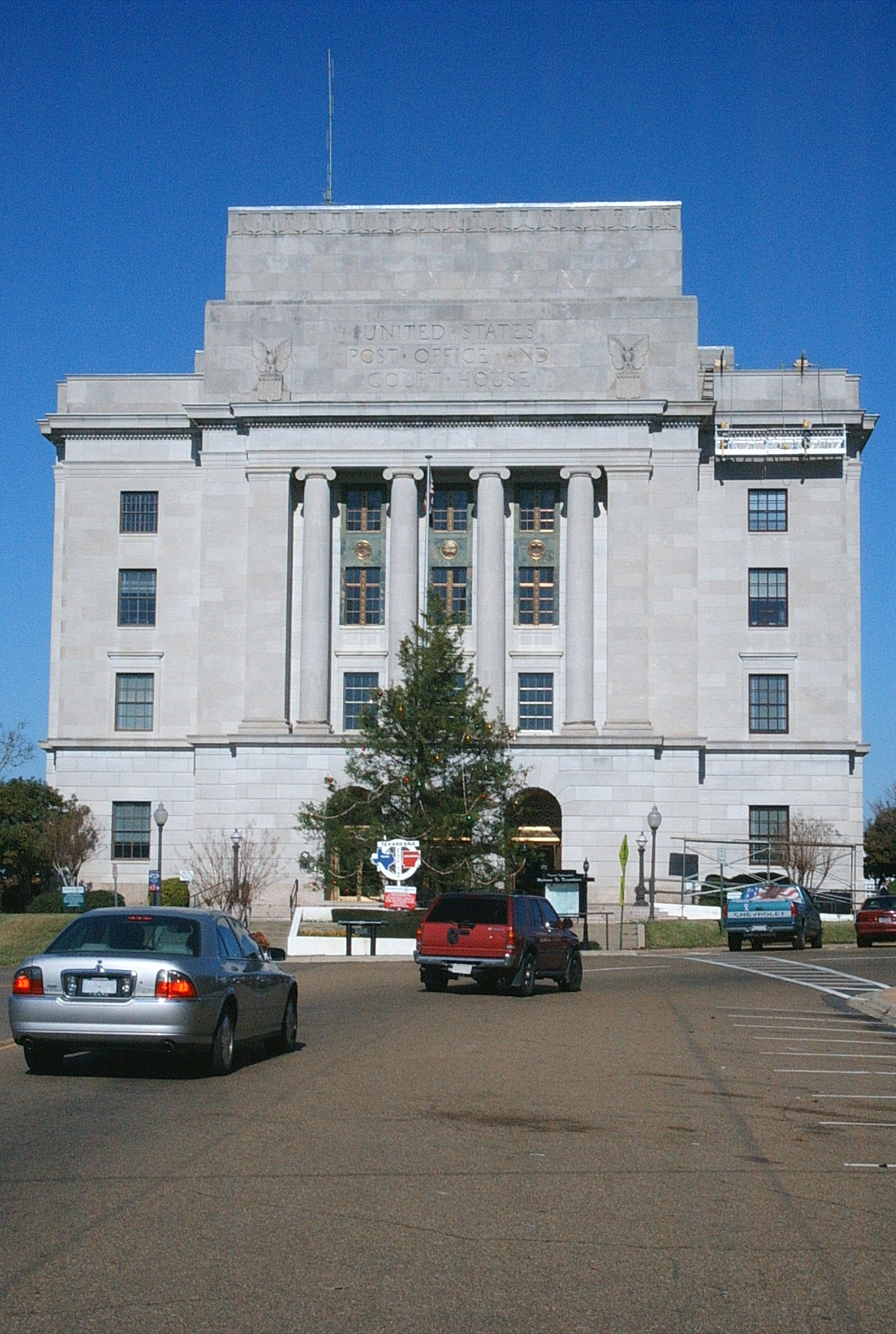
O edifício federal e posto de correios situa-se sobre a linha de fronteira dos dois estados, e por isso pertence a ambos.

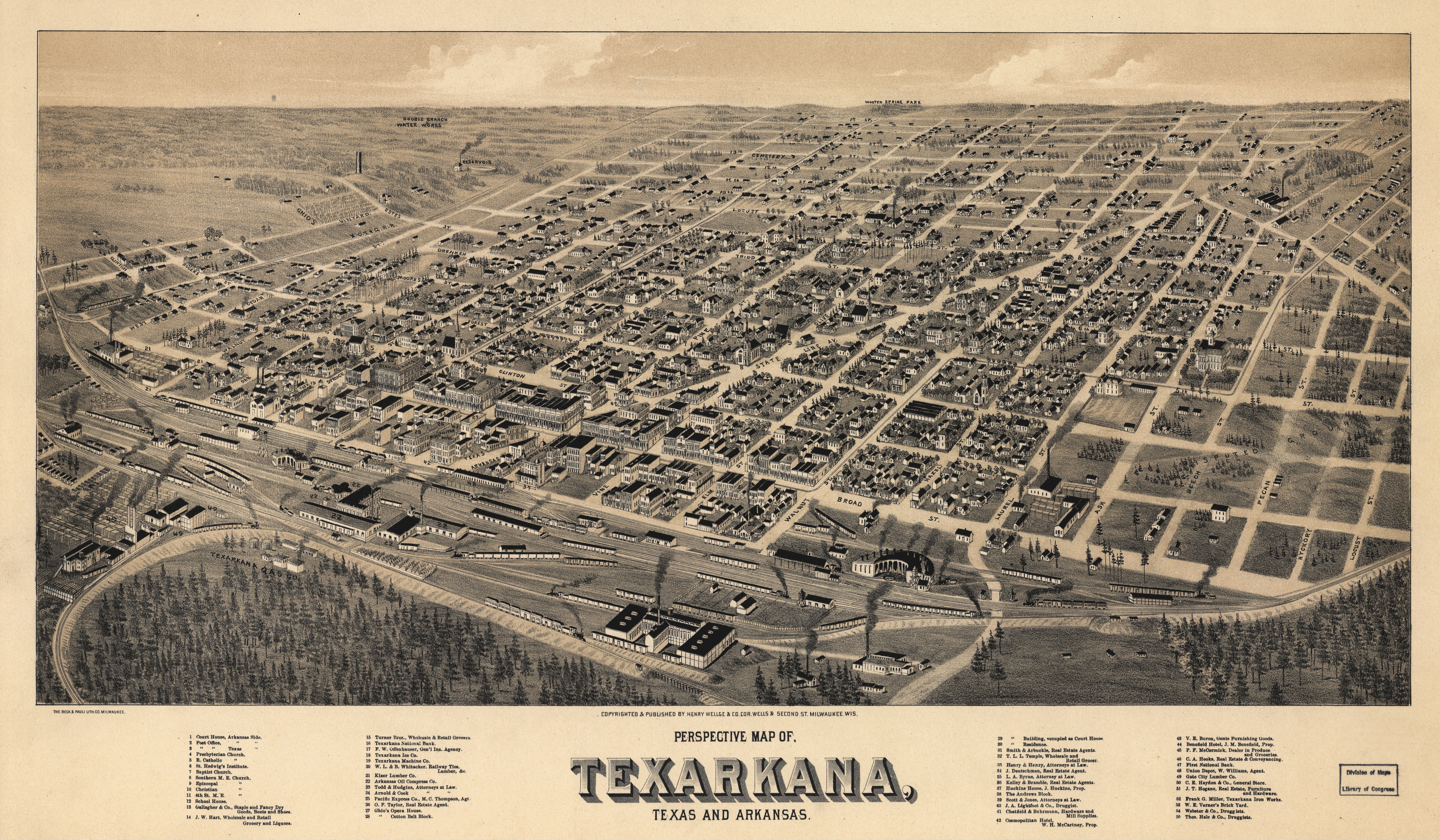
Mapa de Texarkana, 1888.

As cidades são contíguas e com a fronteira traçada por uma avenida, a State Line Avenue.
Em 2005, a área metropolitana tinha 132.846 habitantes, 59.936 dos quais residentes nos limites urbanos das cidades gémeas.
No Texas, a área urbana é de 66.4 km², sua população é de 34,782 habitantes, e sua densidade populacional é de 524 hab/km² (segundo o censo americano de 2000).
Em Texarkana habitaram o músico Scott Joplin (em criança), e o empresário e político independente Ross Perot, candidato a várias eleições presidenciais.